# Blandouet
Blandouet korábbi község Franciaország Loire mente régiójában, Maine-et-Loire megyében. 2017. január 1-jén Saint-Jean-sur-Erve korábbi községgel egyesült és Blandouet-Saint Jean új község része lett.
Lakosainak száma 195 fő (2018. január 1.). Blandouet Chammes, Saint-Jean-sur-Erve, Sainte-Suzanne-et-Chammes, Torcé-Viviers-en-Charnie, Saint-Denis-d’Orques és Sainte-Suzanne községekkel határos.

## Népesség
A település népességének változása:
| Lakosok száma | 208  | 169  | 159  | 151  | 157  | 198  | 188  | 188  | 188  | 195  |
|               | 1968 | 1975 | 1982 | 1990 | 1999 | 2011 | 2013 | 2015 | 2017 | 2018 |